# Telefe
Telefe är en argentinska TV-kanalen. Kanalen började sända 21 juli, 1961. Här sänds bland underhållningsprogram, nyheterna och sportevenemang.
Kanalen är också möjligt att se utomlands genom Telefe Internacional.